# آدونیس توماس
آدونیس توماس (انگلیسی: Adonis Thomas؛ زادهٔ ۲۵ مارس ۱۹۹۳) بازیکن بسکتبال اهل ایالات متحده آمریکا است.
از باشگاه‌هایی که در آن بازی کرده‌است می‌توان به اورلندو مجیک اشاره کرد.